# Allocosa retenta
Allocosa retenta este o specie de păianjeni din genul Allocosa, familia Lycosidae. A fost descrisă pentru prima dată de Willis J. Gertsch și Wallace, 1935. Conform Catalogue of Life specia Allocosa retenta nu are subspecii cunoscute.